# Sarıyar-Talsperre
Die Sarıyar-Talsperre (türkisch Sarıyar Barajı; auch Hasan Polatkan Barajı) befindet sich am Sakarya im Nordwesten der Türkei. 
Sie steht 125 km westlich von Ankara an der Provinzgrenze von Eskişehir und Ankara. 
Die Talsperre wurde als 90 m (über der Talsohle) hohe Beton-Gewichtsstaumauer in den Jahren 1951–1956 errichtet. Das Mauervolumen beträgt 568.000 m³.
Der 84 km² große Stausee besitzt ein Speichervolumen von 1900 Mio. m³. 
Das Wasserkraftwerk verfügt über vier 40 MW-Francis-Turbinen.
Das Regelarbeitsvermögen des Wasserkraftwerks liegt bei 378 GWh im Jahr. 
Die Gökçekaya-Talsperre liegt flussabwärts.